# Jayce Lewis
Jayce Lewis nebo také Protafield (* 29. září 1984) je velšský zpěvák. Narodil se ve městě Bridgend na jihu Walesu a již od dětství se věnoval hře na kytaru. Svůj první sólový singl „Icon“ vydal v roce 2009. Následujícího roku vydal své první album nazvané Jayce Lewis. V roce 2011 odehrál turné jako předskokan Angličana Garyho Numana. Dvojice spolu později nahrála píseň „Redesign“. Roku 2013 odehrál turné jako bubeník skupiny Visage. V roce 2014 začal vystupovat pod pseudonymem Protafield. V červnu toho roku vyšlo album Nemesis. Na nahrávce se podílel například bubeník Roger Taylor ze skupiny Queen.